# Emma Laine
Emma Laine (* 26. März 1986 in Karlstad, Schweden) ist eine ehemalige finnische Tennisspielerin.

## Karriere
Emma Laine ist die Tochter des Eishockeyspielers Erkki Laine. Ihre ältere Schwester Essi Laine war ebenfalls Tennisprofi.
Sie gewann bei ITF-Turnieren bislang elf Einzel- und 44 Doppeltitel. Ihre erfolgreichste Saison hatte sie im Jahr 2006, als sie bei den Australian Open, den French Open und den US Open jeweils in die zweite Runde vordringen konnte und Platz 50 der Weltrangliste belegte.
Ab November 2014, als sie bei einem ITF-Turnier in Helsinki ihren 36. Doppeltitel gewann, spielte Emma Laine zehn Monate lang kein Turnier auf der Damentour und wurde zwischenzeitlich in den Weltranglisten nicht mehr geführt. Beim ersten Turnier nach ihrer Pause im September in Bangkok erreichte sie auf Anhieb das Viertelfinale. Im Dezember 2015 konnte sie mit Partnerin Yukina Saigō ihren 37. Doppeltitel feiern.
Seit 2012 spielt sie für den Dinslakener TG Blau-Weiß in der deutschen Regionalliga.
Zwischen 2001 und 2018 spielte sie 77 Partien für die finnische Fed-Cup-Mannschaft, von denen sie 56 gewonnen hat.
Im April 2019 beendete sie ihre Karriere.

## Turniersiege

### Einzel
| Nr. | Datum              | Turnier           | Belag             | Kategorie   | Finalgegnerin         | Ergebnis         |
| --- | ------------------ | ----------------- | ----------------- | ----------- | --------------------- | ---------------- |
| 1.  | 1. Februar 2004    | Tipton            | Hartplatz (Halle) | ITF $10.000 | Liana-Gabriela Balaci | 6:74, 6:2, 6:3   |
| 2.  | 22. Februar 2004   | Capriolo          | Teppich (Halle)   | ITF $10.000 | Nina Ozegovic         | 7:66, 6:74, 7:64 |
| 3.  | 11. April 2004     | Torre del Greco   | Sand              | ITF $10.000 | Chanelle Scheepers    | 3:6, 6:4, 6:0    |
| 4.  | 26. September 2004 | Jersey            | Hartplatz (Halle) | ITF $25.000 | Elena Baltacha        | 3:6, 6:2, 6:1    |
| 5.  | 21. August 2005    | Helsinki          | Hartplatz         | ITF $25.000 | Irina Kuzmina         | 6:0, 6:2         |
| 6.  | 18. Januar 2009    | Glasgow           | Hartplatz (Halle) | ITF $10.000 | Stéphanie Vongsouthi  | 4:6, 6:2, 7:64   |
| 7.  | 9. August 2009     | Savitaipale       | Sand              | ITF $10.000 | Anette Schutting      | 7:5, 6:1         |
| 8.  | 9. März 2014       | Scharm El-Scheich | Hartplatz         | ITF $10.000 | Madrie Le Roux        | 6:2, 6:2         |
| 9.  | 3. August 2014     | Savitaipale       | Sand              | ITF $10.000 | Maria Sakkari         | 6:3, 5:7, 6:0    |
| 10. | 7. September 2014  | Antalya           | Hartplatz         | ITF $10.000 | Nungnadda Wannasuk    | 6:0, 6:4         |
| 11. | 26. Dezember 2015  | Hongkong          | Hartplatz         | ITF $10.000 | Chihiro Muramatsu     | 6:1, 6:3         |

### Doppel
| Nr. | Datum              | Turnier           | Belag             | Kategorie    | Partnerin             | Finalgegnerinnen                             | Ergebnis          |
| --- | ------------------ | ----------------- | ----------------- | ------------ | --------------------- | -------------------------------------------- | ----------------- |
| 1.  | 21. Februar 2004   | Capriolo          | Teppich (Halle)   | ITF $10.000  | Essi Laine            | Jolanda Mens Stefanie Weis                   | 6:3, 6:2          |
| 2.  | 21. August 2004    | Westende          | Hartplatz         | ITF $10.000  | Veronika Chvojková    | Janette Bejlkova Tatjana Malek               | 6:4, 7:5          |
| 3.  | 11. September 2004 | Madrid            | Hartplatz         | ITF $25.000  | Hanna Nooni           | Kildine Chevalier Marta Fraga                | 6:3, 7:63         |
| 4.  | 18. September 2004 | Manchester        | Hartplatz (Halle) | ITF $10.000  | Essi Laine            | Hannah Collin Anna Hawkins                   | 6:4, 6:4          |
| 5.  | 25. September 2004 | Jersey            | Hartplatz (Halle) | ITF $25.000  | Kathrin Wörle         | İpek Şenoğlu Anousjka Van Exel               | 1:6, 6:1, 6:1     |
| 6.  | 12. Februar 2005   | Capriolo          | Hartplatz (Halle) | ITF $25.000  | Marija Korytzewa      | Klaudia Jans Alicja Rosolska                 | 3:6, 6:4, 7:5     |
| 7.  | 12. Mai 2007       | Rom               | Sand              | ITF $100.000 | Marta Domachowska     | Maret Ani Caroline Maes                      | 1:0 Aufgabe       |
| 8.  | 18. Mai 2007       | Zagreb            | Sand              | ITF $75.000  | Ágnes Szávay          | Klaudia Jans Alicja Rosolska                 | 6:1, 6:2          |
| 9.  | 29. September 2007 | Nottingham        | Hartplatz         | ITF $25.000  | Caroline Maes         | Anna Fitzpatrick Ana Veselinović             | 3:6, 7:64, [10:6] |
| 10. | 24. Mai 2008       | Moskau            | Sand              | ITF $25.000  | Teodora Mirčić        | Marija Kondratjewa Oksana Uzhylovska         | 7:65, 6:2         |
| 11. | 19. Juli 2008      | Darmstadt         | Sand              | ITF $25.000  | Heidi El Tabakh       | Michelle Gerards Marcella Koek               | 6:3, 6:4          |
| 12. | 23. August 2008    | Westende          | Hartplatz         | ITF $25.000  | Debbrich Feys         | Rebeca Bou Nogueiro Julija Parassjuk         | 7:5, 7:5          |
| 13. | 3. Oktober 2008    | Helsinki          | Hartplatz (Halle) | ITF $25.000  | Johanna Larsson       | Patricia Mayr-Achleitner Marie-Eve Pelletier | 6:4, 6:2          |
| 14. | 11. Oktober 2008   | Barnstaple        | Hartplatz (Halle) | ITF $50.000  | Kelly Anderson        | Erica Krauth Hanna Nooni                     | 6:2, 6:3          |
| 15. | 29. November 2008  | Toyota            | Teppich           | ITF $75.000  | Melanie South         | Kimiko Date-Krumm Xinyun Han                 | 6:1, 7:5          |
| 16. | 14. Februar 2009   | Stockholm         | Hartplatz (Halle) | ITF $25.000  | Violette Huck         | Melanie Klaffner Ksenija Mileuskaja          | 3:6, 7:65, [10:8] |
| 17. | 1. August 2009     | Tampere           | Sand              | ITF $10.000  | Sandra Roma           | Alize Lim Vivienne Vierin                    | 6:4, 6:3          |
| 18. | 2. Oktober 2009    | Helsinki          | Hartplatz (Halle) | ITF $25.000  | Melanie South         | Johanna Larsson Anna Smith                   | 6:3, 6:3          |
| 19. | 24. Oktober 2009   | Glasgow           | Hartplatz (Halle) | ITF $25.000  | Melanie South         | Evelyn Mayr Julia Mayr                       | 6:3, 6:2          |
| 20. | 17. April 2010     | Tessenderlo       | Sand (Halle)      | ITF $25.000  | Magdalena Kiszczyńska | Olga Brózda Barbara Sobaszkiewicz            | 6:4, 6:1          |
| 21. | 25. Juni 2010      | Kristinehamn      | Sand              | ITF $25.000  | Mervana Jugić-Salkić  | Julia Glushko Pemra Özgen                    | 6:2, 6:3          |
| 22. | 2. Juli 2010       | Ystad             | Sand              | ITF $25.000  | Mervana Jugić-Salkić  | Tetjana Arefjewa Anastasija Lytowtschenko    | 6:1, 6:1          |
| 23. | 16. Juli 2010      | Woking            | Hartplatz         | ITF $25.000  | Tímea Babos           | Jocelyn Rae Emelyn Starr                     | 6:2, 6:2          |
| 24. | 14. August 2010    | Tallinn           | Hartplatz         | ITF $25.000  | Melanie South         | Lu Jingjing Sun Shengnan                     | 6:3, 6:4          |
| 25. | 20. November 2010  | Bratislava        | Hartplatz (Halle) | ITF $25.000  | Irena Pavlovic        | Claire Feuerstein Walerija Sawinych          | 6:4, 6:4          |
| 26. | 5. Februar 2011    | Sutton            | Hartplatz (Halle) | ITF $25.000  | Melanie South         | Marta Domachowska Darija Jurak               | 6:3, 5:7, 6:4     |
| 27. | 24. Juni 2011      | Kristinehamn      | Sand              | ITF $25.000  | Mervana Jugić-Salkić  | Tímea Babos Xenija Lykina                    | 6:4, 6:4          |
| 28. | 22. Oktober 2011   | Glasgow           | Hartplatz (Halle) | ITF $25.000  | Kristina Mladenovic   | Yvonne Meusburger Stephanie Vogt             | 6:2, 6:4          |
| 29. | 26. November 2011  | Helsinki          | Hartplatz (Halle) | ITF $25.000  | Janette Husárová      | Tímea Babos Iryna Burjatschok                | 5:7, 7:5, [11:9]  |
| 30. | 2. August 2013     | Savitaipale       | Sand              | ITF $10.000  | Piia Suomalainen      | Anastassija Komardina Akvilė Paražinskaitė   | 6:4, 6:4          |
| 31. | 6. September 2013  | Antalya           | Hartplatz         | ITF $10.000  | Melanie South         | Patcharin Cheapchandej Tanaporn Thongsing    | 6:4, 6:3          |
| 32. | 8. März 2014       | Scharm El-Scheich | Hartplatz         | ITF $10.000  | Akari Inoue           | Diana Bogoliy Khristina Kazimova             | 6:2, 6:2          |
| 33. | 24. Mai 2014       | Bol               | Sand              | ITF $10.000  | Jewgenija Paschkowa   | Olga Iantschuk Christina Shakovets           | 6:4, 6:0          |
| 34. | 31. Mai 2014       | Bol               | Sand              | ITF $10.000  | Bianca Botto          | Lenka Kunčíková Karolína Stuchlá             | 6:3, 6:3          |
| 35. | 2. August 2014     | Savitaipale       | Sand              | ITF $10.000  | Diana Bogoliy         | Alexandra Nancarrow Maria Sakkari            | 6:4, 7:62         |
| 36. | 14. November 2014  | Helsinki          | Hartplatz (Halle) | ITF $10.000  | Jewgenija Paschkowa   | Mia Nicole Eklund Olivia Pimia               | 6:4, 6:0          |
| 37. | 18. Dezember 2015  | Hongkong          | Hartplatz         | ITF $10.000  | Yukina Saigō          | Mana Ayukawa Haruka Kaji                     | kampflos          |
| 38. | 25. Dezember 2015  | Hongkong          | Hartplatz         | ITF $10.000  | Yukina Saigō          | Jiang Xinyu Li Yihong                        | 6:1, 6:2          |
| 39. | 27. Mai 2016       | Warschau          | Sand              | ITF $10.000  | Sabrina Santamaria    | Jacqueline Cabaj Awad Deborah Chiesa         | 7:66, 6:0         |
| 40. | 9. Juli 2016       | Lissabon          | Hartplatz         | ITF $10.000  | Samantha Murray       | Mathilde Armitano Inês Murta                 | 7:65, 6:3         |
| 41. | 23. Juli 2016      | Tampere           | Sand              | ITF $10.000  | Julia Wachaczyk       | Mia Nicole Eklund Katharina Hering           | 6:2, 6:3          |
| 42. | 8. April 2017      | Tučepi            | Sand              | ITF $15.000  | Sabrina Santamaria    | Jana Jablonovská Sandra Jamrichová           | 6:3, 6:2          |
| 43. | 22. April 2017     | Antalya           | Sand              | ITF $15.000  | Yūki Tanaka           | Marie Benoit Ysaline Bonaventure             | 3:6, 6:1, [10:4]  |
| 44. | 21. September 2018 | Lissabon          | Hartplatz         | ITF $25.000  | Samantha Murray       | Michaëlla Krajicek Tereza Martincová         | 7:5, 6:4          |